# وزیرستان
وزیرستان (سرزمین وزیر) خطه‌ای‌ست در شمال باختری پاکستان و هم مرز با افغانستان.
مساحت این منطقه تقریباً ۱۱٬۵۸۵ کیلومتر مربع است.
وزیرستان قسمتی از مناطق خودمختار قبایلی پاکستان بود. این منطقه در مه ۲۰۱۸ در خیبر پختونخوا ادغام شد.
وزیرستان شامل مناطق باختر و جنوب باختری پیشاور و میان رود توچی در شمال و رود گومال در جنوب است. ایالت سرحد شمال باختری دقیقاً در خاور (شرق) وزیرستان جای دارد.
قبایل این منطقه از نوعی خودمختاری در وزیرستان برخوردارند که پیشینهٔ این خودمختاری، به معاهدهٔ دیورند میان امپراتوری بریتانیای کبیر و افغانستان باز می‌گردد.
بر طبق این قرارداد، قبایل وزیرستان از سال ۱۲۷۲ خورشیدی (۱۸۹۳ میلادی) تا کنون از خودمختاری برخوردارند.
تاخت و تاز قبایل پشتون این منطقه در خاک هند بریتانیا تبدیل به یک مشکل همیشگی برای انگلستان شده بود. این تاخت و تازها و عملیات متقابل و تنبیهی انگلستان، بارها و بارها در میان سال‌های ۱۲۳۹ تا ۱۳۲۴ (۱۸۶۰ تا ۱۹۴۵) تکرار شد. وزیرستان بعد از سال ۱۳۲۶ (۱۹۴۷) در زمان تجزیه هندوستان، به پاکستان ملحق شد.و قضیه مرزی آن با افغانستان تا هنوز حل نشده این مناطق مربوط خاک استند که توسط انگلیس ها به زور به اجاره گرفته شد که قرار داد اجاره فقط وابسته به زندگی پادشاه وقت بود
از این تاریخ به بعد به منظور اداره بهتر وزیرستان تصمیمی مبنی بر تقسیم این مناطق به دو قسمت شمالی و جنوبی گرفته شد.
طبق آمار سال ۱۳۷۷ (۱۹۹۸) جمعیت وزیرستان شمالی ۳۶۱٬۲۴۶ نفر و جمعیت وزیرستان جنوبی ۴۲۹٬۸۴۱ نفر گزارش شده‌است.
اگرچه دو قسمت وزیرستان فرق‌های بسیاری باهم دارند ولی قبیله‌های هر دو زیرشاخه‌ای از قبایل وزیر هستند که به زبان مشترکشان یعنی زبان وزیرولا سخن میگویند. زبان وزیرولا شاخه‌ای از زبان پشتوست ولی در سخن تفاوت‌های آشکاری با پشتو داراست.
قبایل وزیرستان دارای شهرت بسیاری در خشونت و جنگجویی و نزاع‌های خانوادگی هستند.
حکومت در وزیرستان به دو قسمت شمالی و جنوبی تقسیم می‌شود که هر کدام از شورایی (جرگه‌ای) از مردان ریش سفید قبیله‌ها تشکیل می‌شود.
قبایل وزیرستان از نظر اجتماعی و مذهبی، مردمانی بشدت سنتی و بنیادگرا هستند. زنان وزیرستان بشدت و با دقت توسط مردان خانه مراقبت و خانه‌نشین می‌شوند. نظام خانوادگی در وزیرستان مطلقاً مردسالارانه است.
نظام و همبستگی قبایل این منطقه بشدت مستحکم است. در اصطلاح به این نظام، نظام مسئولیت جمعی گویند و از این نظام در آیین‌نامه جرائم در منطقه وزیرستان استفاده می‌شود.
طالبان در این منطقه نفوذ بسیاری دارند مخصوصاً پس از حمله امریکا در سال ۱۳۸۰ (۲۰۰۱) به افغانستان.

## وزیرستان شمالی
مرکز منطقه وزیرستان شمالی، میران‌شاه (درگویش محلی میرون شاه) است.
بیشتر باشندگان این منطقه از قبیله درویش خل هستند. قبیله درویش خل خود زیرشاخه‌ای از قبیله بزرگتر عثمان زی است. در مقابل باشندگان وزیرستان جنوبی بیشتر از قبیله احمدزی هستند.
درویش خل‌ها در روستاهای کوهستانی محفوظ و دور از دسترس می‌زیند.
روستاهای معروف این منطقه: رازماک، داتاخل، اسین وام، دوسالی، شوال و دائور نام دارند.
کشتزارهای ایشان درون درهایی در پایین روستاهایشان قرار دارند که شامل: میران شاه، درپاخل، آمزونی، علی خل، میرعلی، عداک، هورماز، هاسسوخل، زیرکی، تاپی، ایسسوری، حیدرخل، خددی و عربکت است.  پشتون‌ها بسیار نزدیک به هم و مستحکم با یکیدگر می‌باشد . طالبان این منطقه نیز متشکل از پشتون‌ها هستند.
وزیرستان شمالی با ولایت خوست افغانستان هم مرز است.

## وزیرستان جنوبی
مرکز منطقه وزیرستان جنوبی وانا است. وزیرستان جنوبی ۶٬۵۰۰ کیلومتر مربع وسعت دارد که بیشتر آن زیر حکومت دفتر نمایندگی دولت پاکستان است اما دولت مرکزی پاکستان، کنترل مستقیمی بر حکومت وزیرستان جنوبی ندارد.
وزیرستان جنوبی توسط یک نماینده سیاسی دولت پاکستان، به صورت غیر مستقیم اداره می‌شود. این نماینده حتماً باید یک فرد از این منطقه یا نهایتاً یک فرد وزیرستانی باشد. این سیستم اداره کردن، میراث شکل حکومتی راج‌های هند بریتانیاست.
در دفتر نمایندگی این منطقه، نمایندگان سه قبیله وزیر، مهسود و بورکی وجود دارد.

## شورش وزیرستان (۱۲۹۹-۱۲۹۸) (۱۹۲۰-۱۹۱۹)

پرچم جنبش مقاومت وزیرستان درمقابل بریتانیا در سال ۱۹۳۰

جنگجویان کوهستان و قبایل مسلمان مناطق سخت‌گذر وزیرستان که در شمال باختری‌ترین مرز هند بریتانیا با افغانستان قرار داشتند، دهه سختی را برای ارتش بریتانیا تحمیل کردند.
این جنگ‌ها در اوایل قرن بیستم با هجوم هند بریتانیا به افغانستان شعله ور شد.
هرچند که نیروهای بریتانیا به سرعت افغان‌ها را شکست داد ولی قبایل وزیرستان جنگ بسیار سختی را به نیروهای مستعمراتی بریتانیا تحمیل کردند.
بسیاری از مردان وزیرستانی، کهنه سربازانی بودند که از تاکتیک‌های مدرن نظامی در مقابل نیروهای هندی و انگلیسی که به وزیرستان فرستاده شده بودند استفاده می‌کردند.
یکی از راه‌های مقابله بریتانیا با شورشیان وزیرستان، استفاده از نیروی‌های سلطنتی در مقابل شورشیان بود. بعداً از همین تاکتیک در مورد فرونشاندن شورش عربها در عراق در سال‌های (۱۳۰۰ تا ۱۲۹۹) (۱۹۲۱ تا ۱۹۲۰) استفاده شد.